# 元保宮
24°09′46″N 120°40′33″E / 24.162811°N 120.675836°E
元保宮，俗稱大道公廟，是位於臺灣臺中市北區賴村里的保生大帝廟，遶境範圍涵蓋北區及北屯、中區、西區等區。

## 沿革
此廟是乾隆五十六年（1791年）冬建立。學者洪敏麟說以泉漳移民供奉三元大帝與保生大帝，故廟名取自代表三元大帝的「元」與保生大帝的「保」。廟又稱「大道公廟」。廟宇是賴厝廍、乾溝子、田心子、犁頭店、土庫、麻園頭、後壠子、東大墩、邱厝子、三十張犁、水景頭、廍子、軍功寮、舊社、三分埔、二分埔、水湳此十七庄頭共同出資。洪敏麟考據史料，該廟原先主神應該是三官大帝，後來因時代背景使然，主神由人格神的保生大帝，取代先天的三官大帝。
道光二十六年（1846年）重修一次，直至大正十三年（1924年）又重修。1966年，廟方在後庭新建二樓西式風格的後殿，奉祀玉皇上帝、觀世音菩薩、關聖帝君、至聖先師、十八羅漢等神。1976年後殿樓下改建，又新雕三尊鎮殿三官大帝神像，才使一度廢棄的主神，升格為同祀神。
1996年9月29日為新落成、約四十公尺高的凌霄寶殿舉行安座大典。2002年12月31日到次年1月5日舉行凌霄寶殿慶成安龍謝土大典。
今廟址在台中市北區梅川西路3段109號，屬賴村里。

## 祭祀

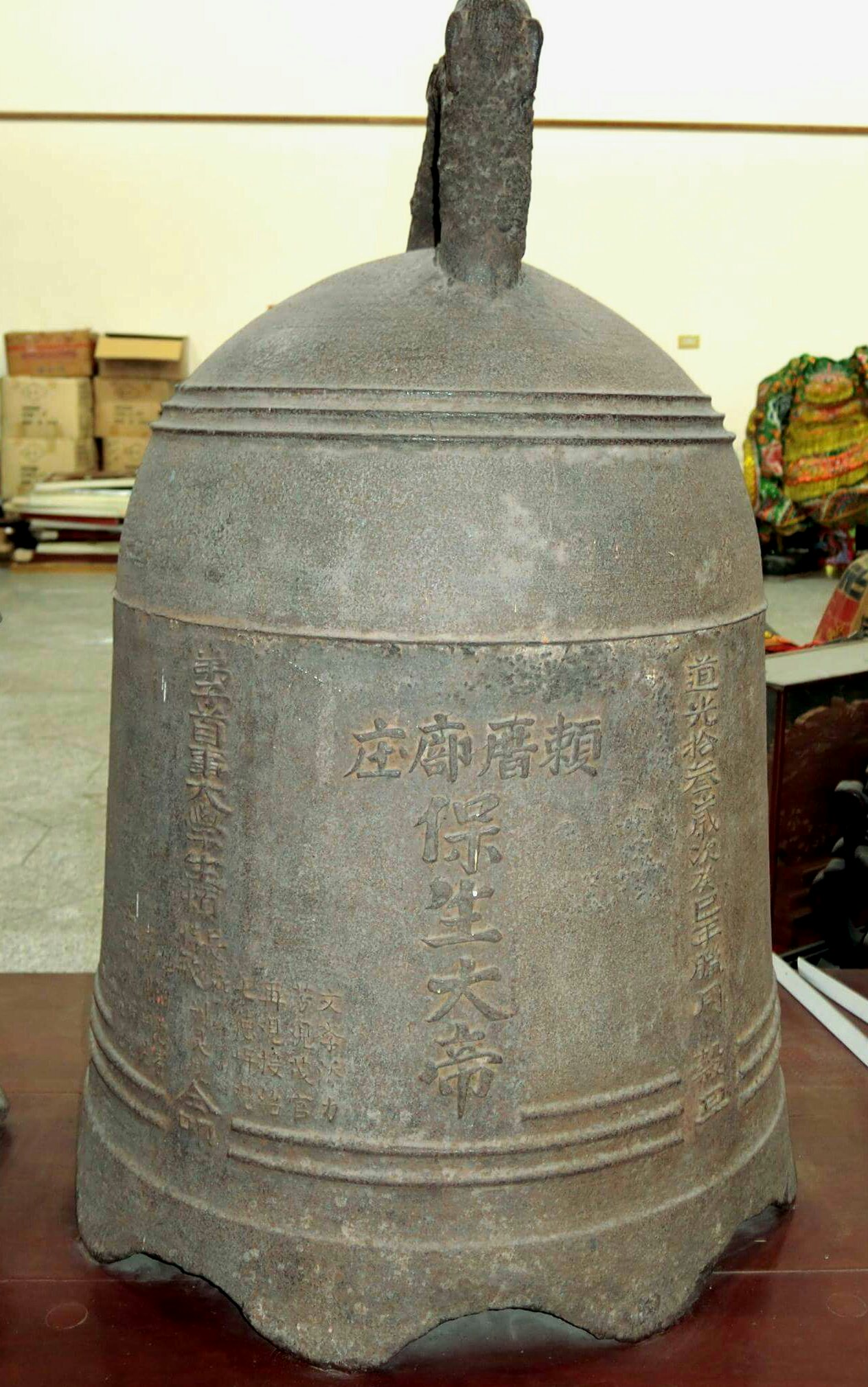
臺中市文化資產道光鉎鐵大鐘

此廟為賴厝廍的庄廟、亦為六大庄頭的公有廟宇。管委會每4年改選一次，由64個里的信眾提名26位委員（21位管理委員、5位監察委員），經信徒大會通過確認後，再從委員中選出7位常務委員，然後從7位常務委員中選出1位主委、2位副主委。
正殿奉祀主神保生大帝，配祀中壇元帥、四大護法元帥、虎爺。有兩層樓的中殿奉祀關聖帝君、城隍尊神、註生娘娘；二樓為魁斗星君、文昌帝君、十八羅漢。有十四樓層高的凌霄寶殿一樓奉祀斗姆元君、五斗星君、值年太歲星君；三樓奉祀三官大帝、玄天上帝、神農大帝；五樓奉祀玉皇大帝、保生大帝、東華帝君、瑤池金母等。
保生大帝主神和分尊多為金面，但有一尊為黑面，被認為分尊中被譽為最靈驗的，為遶境的首選神像。該神像在1924年流行瘧疾、霍亂等疾病時，一度被東勢一帶的居民偷請去。後來，被拿去南投原住民部落祭祀問事，失蹤廿年後信徒意外發現而請回。
台中市長胡志強在妻子邵曉鈴車禍時，也前往該廟參拜。

### 謁祖

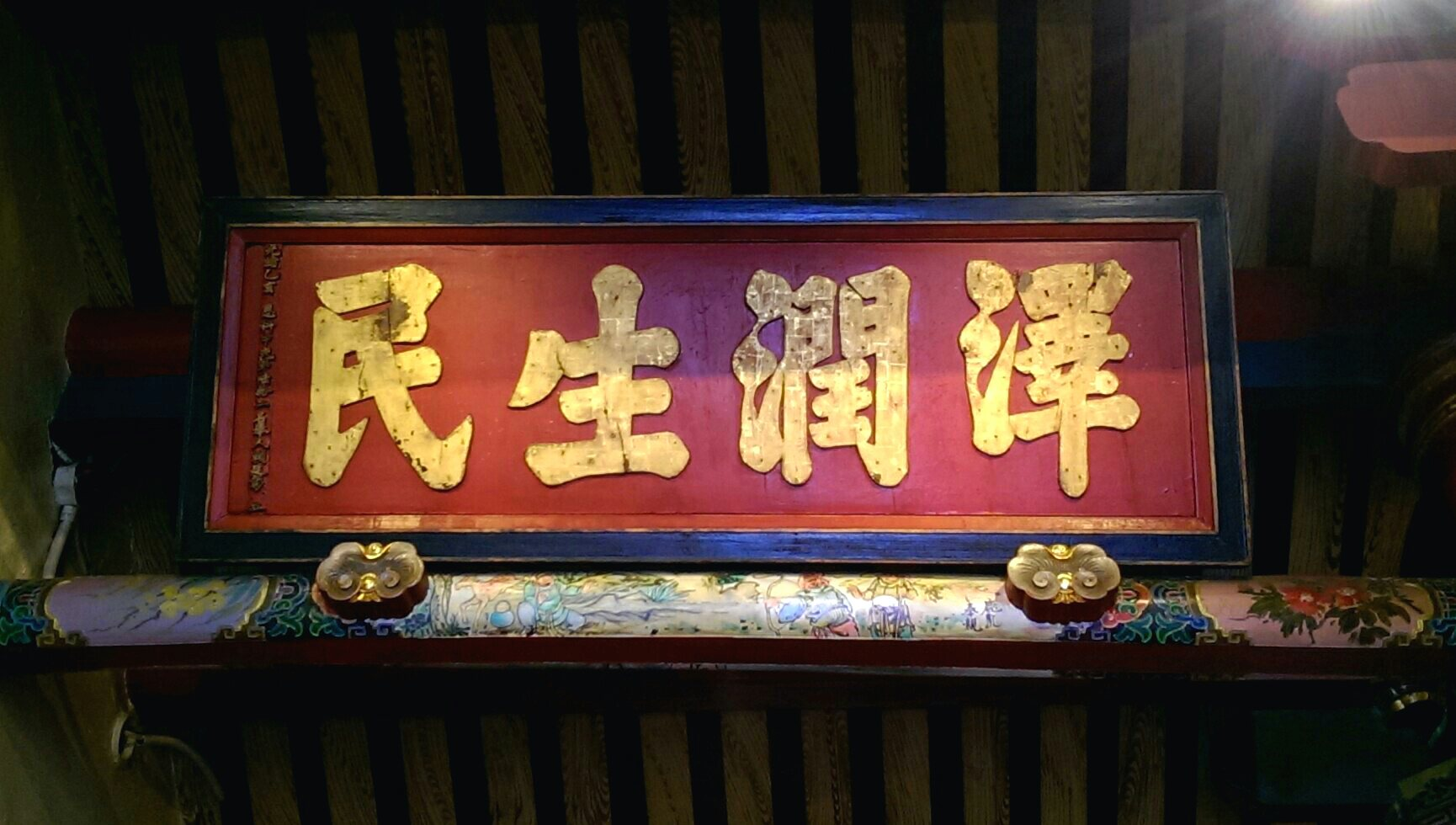
臺中市文化資產「澤潤生民」匾

1987年《民生報》報導，元保宮是以白礁慈濟宮作為祖廟，並說與祖廟宗教交流多。1988年4月，元保宮信徒在主委賴煥樟領團下，先前往白礁慈濟宮，卻在該廟找不到元保宮母廟平和心田宮的證據，後於青礁慈濟宮的碑刻中找到心田宮的記載，於是舉行認祖儀式。1989年《聯合報》報導，青礁慈濟宮自1988年以來有許多臺灣廟宇到此進香謁祖，其中包括學甲慈濟宮、元保宮、以及台北、高雄、基隆、屏東等許多宮廟。

### 遶境

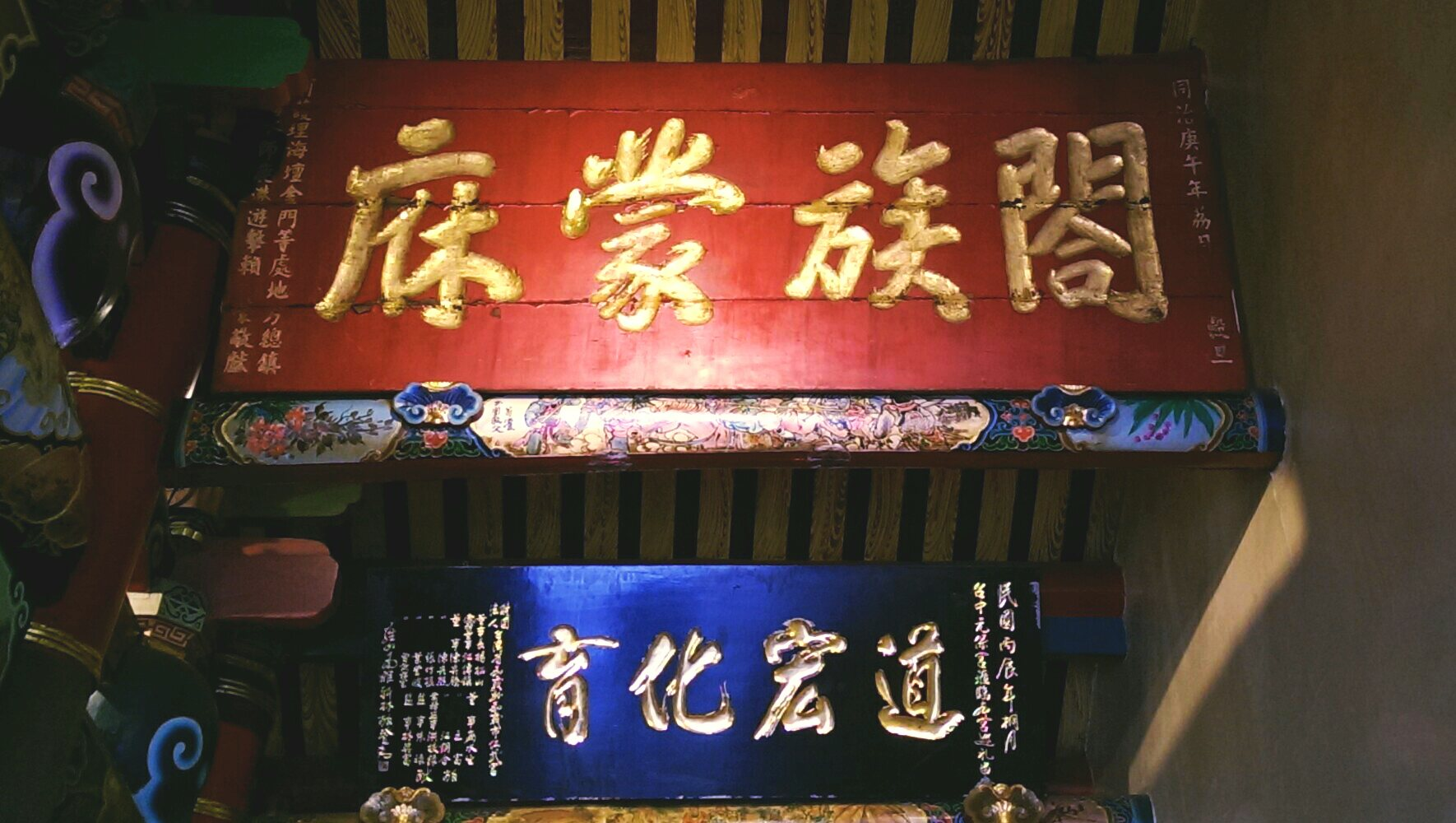
臺中市文化資產「閤族蒙庥」匾

農曆三月十日到十五日會舉行遶境。早期遶境範圍多達十七庄，但因日本政府不歡迎神明遶境，加上遶境時曾發生糾紛，日治末期只剩遶境六庄頭。六個庄頭範圍為後壠子、麻園頭、邱厝子、三十張犁、二分埔、賴厝廍、乾溝子舊部落，集中在北屯、北區、中區、西區等行政區域。範圍涵蓋省轄市的台中市所有區里的三分之一。光是後壠子地區，就有中政福德祠、光音福德祠、竹圍福德祠、賴村福德祠、台中市景聖宮、中政福德祠、代天府保安宮、靈震宮、水仙宮、太子宮、靈聖宮、靈震宮、水仙宮福德祠、太子宮、靈聖宮、台中保民宫、順天宮輔順將軍廟等宫廟會參加。傳言1945年農曆三月十一日，麻園頭居民依例恭迎保生大帝遶境，突然美軍空襲來掃射投彈，但不但炸彈未爆發，也無人受傷，從此，元保宮香火更加鼎盛。因農曆三月十五日保生大帝誕辰左右屬於農閒時期，為春末夏初季節、東北風與西南風交替與轉換的季節，遂產了「後龍黑、麻頭雨、邱厝糊、二分埔紅、賴厝廍晒死人」的天氣諺語，表示各庄頭遶境當日的天氣，分別會有大雨溼泥的土地及火紅炙熱的炎陽，而大晴天出現恰好是保生大帝回元保宮的當日。
屬於邱厝子庄的崇德里，在2010年代開始將遶境活動分為二天進行，在農曆三月十二日會配合元保宫在里內遶境，第二天則是里內的大道公分靈也舉行遶境活動，並回母廟祭拜。
農曆五月初二保生大帝得道日也辦遶境。2004年當年成道日又恢復出巡遶境十七個庄頭。

### 元宵
從大年初一到十五元宵節，廟方每日舉行有慶典、晚會或平安戲演出，也舉行辦元宵燈籠比賽，名次以供奉神明為名，如首獎為保生大帝獎、貳獎為關帝君獎，到柒獎為四大元帥獎。2017年新聞時，幹事賴振聲說元保宮在元宵發送蠟燭紙燈籠超過二十五年，堅持這項傳統就是要讓元宵節保有傳統年味。

## 老樹

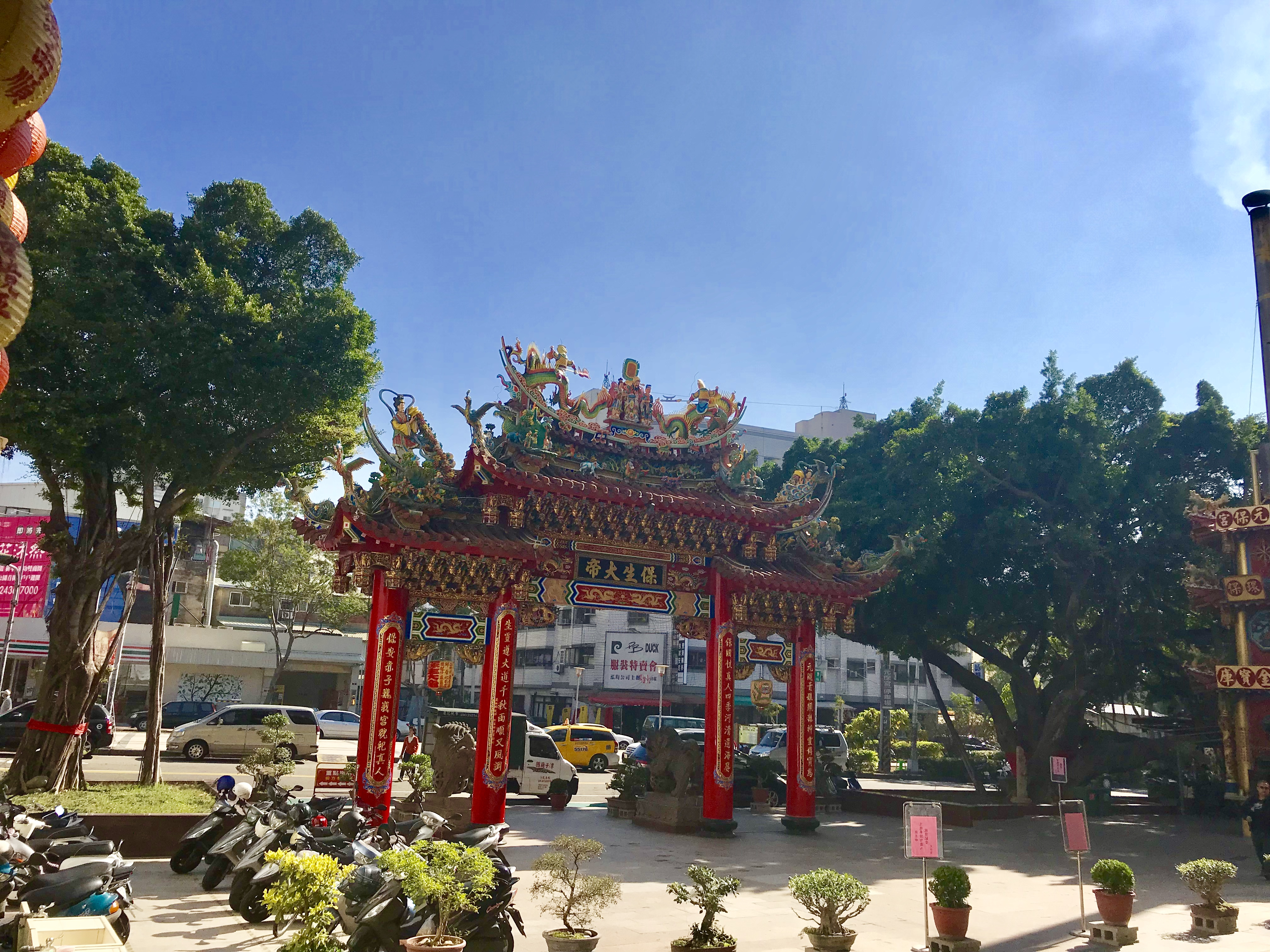
牌樓與榕樹

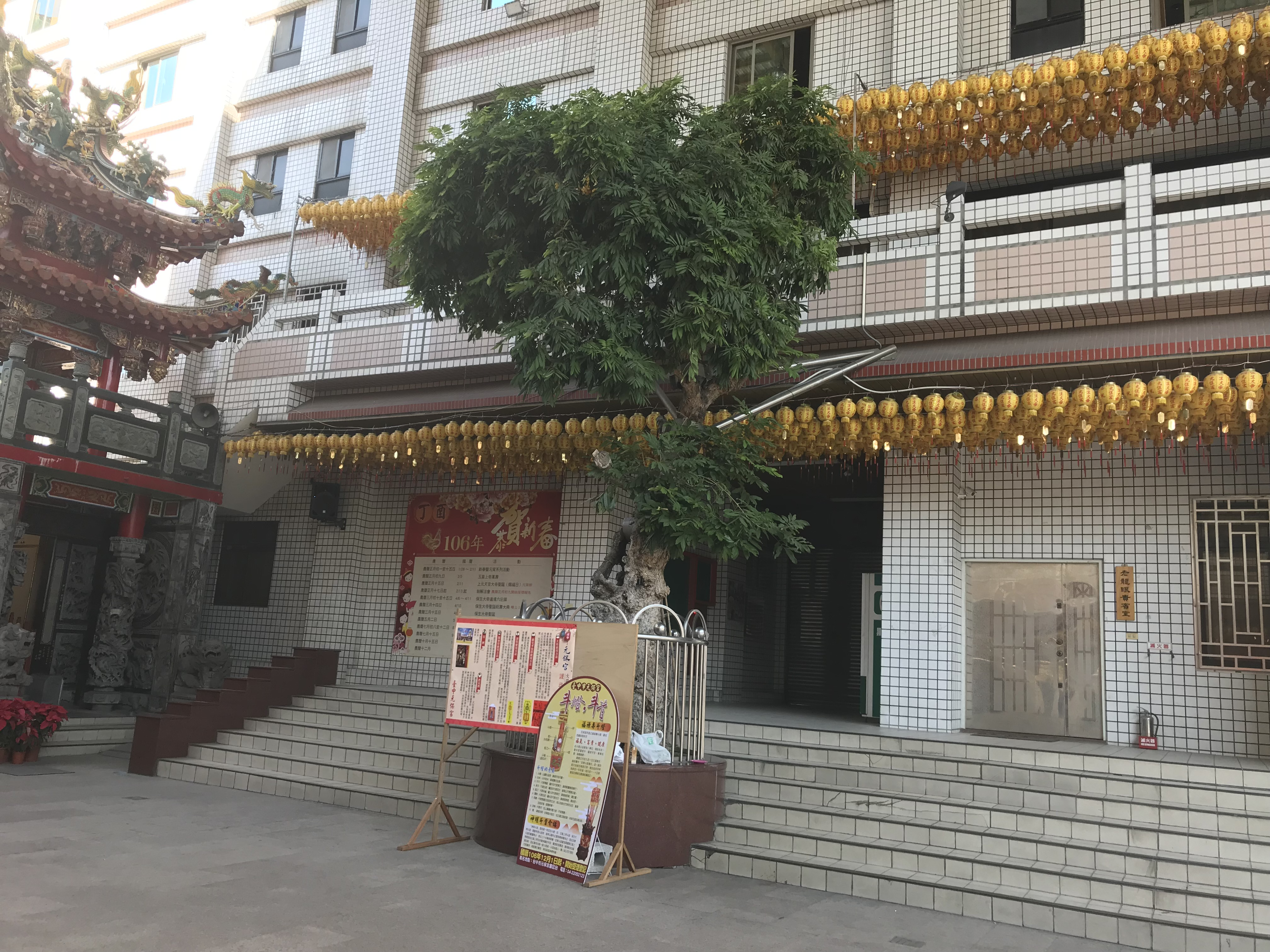
龍眼樹

廟前有兩棵老榕樹，在美軍空襲時成為庇蔭之處，老一輩的地方人士都視為守護神，稱為「榕樹公」，1992年颱風將其中一株吹倒，民眾通力合作協助其復活。
民眾還傳說中廟前的老龍眼樹是保生大帝的徒弟，一些生意失敗的商人會來此求樹神給予指示。元保宮書記張伯鈴則說一位日本郡守取了廟裡的神符連同該樹葉子一起煎煮，解決了郡守妻子的怪病。

## 延伸閱讀
- 謝文賢. . 台中元保宮. 2017.

## 外部連結
- 官方网站
- 元保宮的Facebook專頁
- 元保宮-「閤族蒙庥」匾——文化部文化資產局 （页面存档备份，存于）
- 元保宮-澤潤生民匾——文化部文化資產局 （页面存档备份，存于）
- 元保宮-清道光鼓架——文化部文化資產局 （页面存档备份，存于）
- 元保宮-清道光八卦紋鉎鐵爐——文化部文化資產局 （页面存档备份，存于）
- 元保宮-清道光鉎鐵大鐘——文化部文化資產局 （页面存档备份，存于）